# Rhytidortalis cteis
Rhytidortalis cteis är en tvåvingeart som beskrevs av Mcalpine 2000. Rhytidortalis cteis ingår i släktet Rhytidortalis och familjen bredmunsflugor. Inga underarter finns listade i Catalogue of Life.